# وانگرلاند
وانگرلاند (به آلمانی: Wangerland) یک شهر در آلمان است که در فریسلاند واقع شده‌است. وانگرلاند ۹٬۱۲۷ نفر جمعیت دارد.